# Persmin Minahasa
Le Persmin Minahasa est un club indonésien de football basé à Minahasa.